# ينغ جياو
ينغ جياو مواليد 19 مارس 1959 في الفلبين، هو مدرب كرة سلة فلبيني ولاعب سابق كما أنه سياسي ومعلق رياضي. يدرب فريق نليكس رود ووريورز في الرابطة الفلبينية لكرة السلة. درب سابقا منتخب الفلبين لكرة السلة.